# Another Code: Two Memories
Another Code: Two Memories (アナザーコード ２つの記憶?, Anazā Kōdo Futatsu no Kioku), o Trace Memory in Nord America, è un videogioco di avventura grafica sviluppato da Cing e pubblicato da Nintendo per la console portatile Nintendo DS nel 2005. Un sequel, Another Code: R - Viaggio al confine della memoria è stato pubblicato per Wii. Nel 2024 è stato pubblicato Another Code: Recollection per Nintendo Switch che comprende i due giochi.

## Trama
La protagonista del gioco è Ashley Mizuki Robins, una ragazza di 13 anni cresciuta da sua zia, Jessica, dato che i suoi genitori sono scomparsi quando aveva tre anni. Lei li credeva morti; ma, due giorni prima del suo quattordicesimo compleanno, ha ricevuto un pacco. Dentro, c'era una lettera da parte di suo padre e un piccolo apparecchio elettronico. La lettera diceva che la stava aspettando sull'isola Blood Edwards, al largo di Washington negli USA. Il giorno dopo, alla vigilia del suo compleanno, Ashley e Jessica arrivano sull'isola con una barca, ma il padre di Ashley non è lì ad aspettarla. Jessica va a cercarlo, ma quando tarda a tornare, Ashley si inoltra nell'isola per cercarli entrambi. Esplorando l'isola Ahsley fa amicizia con "D", un fantasma che ha perso la memoria. Insieme entrano nella magione degli Edwards, entrambi in cerca delle risposte alle loro domande.

## Modalità di gioco
Il giocatore si muove nel gioco usando lo schermo inferiore per muoversi mentre lo schermo superiore mostra delle immagini, non in tempo reale, ma molto artistiche, di ogni area. Il giocatore usa il touch screen e il microfono per risolvere una varietà di puzzle.

## DAS/DTS
Il DAS, acronimo di "Dual Another System" (conosciuto anche come DTS o "Dual Trace System" nella versione nordamericana) è un congegno portatile misterioso che il padre di Ashley le ha mandato con la lettera che la informa che è ancora vivo. Ha diverse funzioni:
- Scatta, immagazzina e manipola foto per risolvere enigmi.
- Legge le schede DAS/DTS, che sono piccole flash card che contengono informazioni.
- Attiva Another I (o Trace I) e Another II (o Trace II) nell'ultima parte di gioco.
- Mostra informazioni sugli oggetti in possesso di Ashely.
- Carica e salva i progressi del giocatore.

Il design del DAS è chiaramente ispirato al design della prima versione del Nintendo DS, console della quale Another Code era tra l'altro uno dei primi giochi reperibili.

## Sviluppo
Another Code è stato sviluppato da Cing e annunciato da Nintendo con il nome provvisorio Another ai primi di ottobre 2004. Una versione giocabile è stata presentata per la prima volta nel novembre 2004 durante la Nintendo World Japanese national Nintendo Tour. L'uscita per il Giappone del 24 febbraio 2005 è stata confermata da Nintendo nella conferenza a Tokyo il 13 gennaio 2005. Aveva ancora il nome Another, ma il titolo venne cambiato in Another Code: Futatsu no Kioku fino all'uscita. La prima uscita nell'occidente di Another Code venne confermata da Nintendo of Europe nel tardo aprile 2005. Il gioco uscì col titolo Another Code: Two Memories in Europa il 24 giugno 2005. Era stato precedentemente menzionato da Nintendo of America nelle liste dei nuovi giochi, ma non fu confermato per il Nord America fino all'E3 del 2005, dove venne mostrato col titolo di Trace Memory. Il gioco fu pubblicato con questo nome in Nord America il 26 settembre del 2005.
Ashley, la protagonista di Another Code, doveva essere inizialmente una diciassettenne. Fu disegnata dal direttore del gioco e disegnatore di personaggi Taisuke Kanasaki. La figura del personaggio dovrebbe piacere ai giocatori maschili e femminili.

### Differenze nelle versioni
Ann Lin, del Dipartimento dello Sviluppo dei Prodotti della Nintendo of America, ha detto che c'è qualche differenza tra il testo giapponese e la versione nordamericana. Ashley è più scettica nel testo nordamericano, e Lin ha detto di aver pensato che l'originale era "un po' più remissiva". Maggior humor è stato inoltre incluso nella versione nordamericana.
La versione europea è molto più vicina a quella giapponese rispetto a quella nordamericana. Nella versione PAL, Ashley è anglo-giapponese, mentre nella versione nordamericana è americo-giapponese.

## Accoglienza
Another Code ha ricevuto risposte mediamente positive. È stato apprezzato per l'uso creativo dell'hardware del Nintendo DS nella risoluzione dei puzzle, per la grafica, e per i personaggi, mentre le critiche si sono concentrate sulla breve durata del gioco e la difficoltà generalmente bassa. Ha ricevuto un punteggio del 73% su Game Rankings e un punteggi di 70/100 su Metacritic.
È stato il 123° gioco più venduto nel 2005 in Giappone, vendendo 105 452 copie.

## Serie
Un sequel dal titolo Another Code: R - Viaggio al confine della memoria per Wii è stato pubblicato in Giappone nel febbraio 2009, seguito dalla pubblicazione europea a giugno dello stesso anno. La storia è ambientata due anni dopo gli eventi del suo predecessore.
Nel 2007, un altro gioco di avventura per Nintendo DS sviluppato da Cing, Hotel Dusk: Room 215, venne pubblicato in tutto il mondo. Hotel Dusk include riferimenti ad Another Code, mentre Another Code: R contiene riferimenti ad Hotel Dusk.
In Super Smash Bros. Brawl (2008), i personaggi di Another Code appaiono sotto forma di adesivi, e come trofeo di Ashley, il personaggio principale.